# Milton Shapp
Milton Jerrold Shapp (* 25. Juni 1912 als Milton Shapiro in Cleveland, Ohio; † 24. November 1994 in Wynnewood, Pennsylvania) war ein US-amerikanischer Politiker und von 1971 bis 1979 der 40. Gouverneur von Pennsylvania.

## Frühe Jahre
Milton Shapp wurde als Milton Shapiro geboren. Sein Vater Aaron Shapiro war ein jüdischer Geschäftsmann. Aufgrund seiner Herkunft befürchtete Milton antisemitische Übergriffe. Daher ließ er seinen Nachnamen in Shapp ändern. Er besuchte bis 1933 das Case Institute of Technology und wurde zum Elektroingenieur ausgebildet. Aufgrund der damaligen Wirtschaftskrise fand er auf diesem Gebiet keine Arbeit und musste als LKW-Fahrer im Kohlebergbau arbeiten. Später fand er eine Stelle als Verkäufer von Radioersatzteilen und Elektroartikeln. Dann machte er sich selbständig und betrieb selbst einen solchen Laden. Während des Zweiten Weltkriegs war er Offizier der US Army in Nordafrika, Italien und Österreich. Nach dem Ende des Krieges gründete er die Firma Jerrolds Electronics Corporation. 1946 begann er mit zwei Angestellten; als er die Firma 1966 an Sidney Harman verkaufte, waren dort mehrere tausend Menschen beschäftigt. Die Firma stellte unter anderem TV-Geräte her. Heute firmiert die Firma als Harman International.

## Politischer Aufstieg
Milton Shapp war Mitglied der Demokratischen Partei und im Jahr 1960 ein Anhänger von John F. Kennedy. Nach Kennedys Amtsantritt als US-Präsident wurde Shapp ein Berater des Handelsministeriums und des Friedenscorps. Im Jahr 1966 bewarb er sich erfolglos um das Amt des Gouverneurs von Pennsylvania. Vier Jahre später war er erfolgreicher und wurde zum neuen Gouverneur gewählt.

## Gouverneur von Pennsylvania
Milton Shapp trat sein neues Amt am 19. Januar 1971 an. Er war nicht nur der erste jüdische Gouverneur von Pennsylvania, sondern auch der erste Gouverneur, der unter der neuen Verfassung von 1968 amtieren konnte, die ihm eine Wiederwahl ermöglichte. Nach dieser Wiederwahl konnte er bis zum 16. Januar 1979 im Amt bleiben. Es gelang ihm, den Haushalt zu konsolidieren. Er führte eine staatliche Lotterie zur Verbesserung der Staatseinnahmen ein und reformierte die Autobahnverwaltung des Landes. Auch der Verbraucherschutz wurde unter seiner Regierung gefördert und das Versicherungswesen und das Wohlfahrtsprogramm des Landes wurden reformiert. Damals wurde zudem das Scheidungsrecht reformiert und eine Gefängnisreform durchgeführt. In seiner Zeit wurde Pennsylvania von Hurrikan „Agnes“ heimgesucht, bei dem 50 Menschen ums Leben kamen. Selbst der Gouverneur und seine Frau mussten aus ihrem Amtssitz in Harrisburg mit einem Boot vor den Wassermassen gerettet werden.
Shapps Regierung hatte auch ihre Schattenseite. Seine Verwaltung wurde von mehreren Skandalen überschattet, wobei es meistens um Korruptionsvorwürfe ging. Obwohl Shapp nicht persönlich darin verwickelt war, schadeten die Skandale seinem Ruf. Im Jahr 1976 bewarb er sich erfolglos um die Nominierung zum Präsidentschaftskandidaten der Demokraten.

## Weiterer Lebensweg
Nach dem Ende seiner Amtszeit trat Milton Shapp politisch nicht mehr in Erscheinung. Er widmete sich seinen privaten Interessen und starb im November 1994 im Alter von 82 Jahren. Er war mit Muriel Matzkin verheiratet, mit der er drei Kinder hatte.